# Bohdan Pisarski
Bohdan Pisarski (ur. 8 listopada 1928 w Warszawie, zm. 18 sierpnia 1992 w Tvärminne, Finlandia) – polski myrmekolog i entomolog, profesor doktor habilitowany nauk biologicznych, pracownik naukowy Instytutu Zoologii Polskiej Akademii Nauk, w latach 1982–1992 jego dyrektor.

## Biografia
Ukończył VI Liceum Ogólnokształcące im. Tadeusza Reytana w Warszawie (1947) i Wydział Matematyczno-Przyrodniczy Uniwersytetu Warszawskiego (1952), uzyskując dyplom magistra filozofii w zakresie zoologii.  W 1949 roku rozpoczął pracę Państwowym Muzeum Zoologicznym i w 1964 roku uzyskał stopień doktora nauk biologicznych. W 1974 roku obronił rozprawę habilitacyjną, a w 1983 roku otrzymał tytuł profesora nauk biologicznych.
Poświęcił wiele prac naukowych mrówkom Polski, Bliskiego  Wschodu, Azji Środkowej i Dalekiego Wschodu. Prowadził badania faunistyczne na Węgrzech, w Rumunii, Bułgarii, Finlandii, na wyspach Indonezji, w Wietnamie, Korei i Mongolii. Opisał 29 nowych gatunków i podgatunków mrówek z obszaru palearktycznej Azji (np. gatunek Harpagoxenus zaisanicus, 1963). 
Był członkiem Komitetu Ekologii PAN, Komitetu Ochrony Przyrody PAN, Polskiego Towarzystwa Zoologicznego i Polskiego Towarzystwa  Entomologicznego. Od 1983 roku członek korespondent, a od 1986 roku członek zwyczajny Towarzystwa Naukowego Warszawskiego. Zmarł nagle na serce w Stacji Zoologicznej w Tvärminne w Finlandii w trakcie prowadzonych badań terenowych. Został pochowany w grobie rodzinnym na cmentarzu ewangelicko-augsburskim przy ul. Młynarskiej w Warszawie (aleja 48, rząd 1, grób 53).

## Odznaczenia
- Złoty Krzyż Zasługi (1979)[2]